# Kevin Sorbo
Kevin David Sorbo (ur. 24 września 1958 w Mound) – amerykański aktor, reżyser i producent filmowy i telewizyjny, model.

## Życiorys

### Wczesne lata
Urodził się w Mound w stanie Minnesota w rodzinie luterańskiej jako syn Ardis, pielęgniarki, i Lynna Sorbo, nauczyciela biologii i matematyki w szkole podstawowej. Dorastał w Mound w stanie Minnesota wraz z trzema braćmi i jedną siostrą. W szkole średniej stał się znakomitym cenionym graczem w baseball, koszykówkę i piłkę nożną, a jako uczeń Moorhead State College świetnie grał także w hokej. Związał się potem z aktorską trupą teatralną w Dallas, z którą odbył tournée po Europie i Sydney w Australii. Po ukończeniu wydziału marketingu i reklamy na Moorhead State University w Moorhead w stanie Minnesota, spędził trzy lata podróżując po całym świecie.

### Kariera
Dorabiał jako ochroniarz i pracował w Europie jako model, występując w ponad 150 reklamach, m.in. BMW, Coca-Cola Light, piwa Budweiser, whiskey Jima Beama This ain't Jim Beam i Lexus.
W 1986 przyjechał do Los Angeles, gdzie studiował aktorstwo, a rok później pojawił się w Hollywood. Po gościnnym udziale w sitcomie sportowym HBO Jeden z dziesięciu (1st & Ten, 1988), operze mydlanej NBC Santa Barbara (1991) jako dostawca w snach Giny, sitcomie NBC Zdrówko (Cheers, 1992), został zaangażowany do roli doktora Tadeusza Kocińskiego w telewizyjnym dreszczowcu NBC Stan krytyczny (Condition: Critical, 1992). W 1993 kandydował do roli Supermana w serialu Nowe przygody Supermana (Lois & Clark: New Adventures of Superman), ale ostatecznie postać tę zagrał Dean Cain.
Pojawił w serialach – CBS/BBC Napisała: Morderstwo (Murder, She Wrote, 1993) i ABC Komisarze (The Commish, 1993), zanim zadebiutował na dużym ekranie w dreszczowcu Rzeź niewiniątek (Slaughter of the Innocents, 1994) obok Scotta Glenna, Aarona Eckharta i Lindena Ashby. Sukcesem na małym ekranie okazała się jego kreacja bohatera mitologii greckiej Herkulesa w telefilmach fantasy: Herkules i Amazonki (Hercules and the Amazon Women, 1994), Herkules i zaginione królestwo (Hercules: The Legendary Journeys – Hercules and the Lost Kingdom, 1994), Herkules i ognisty krąg (Hercules: The Legendary Journeys – Hercules and the Circle of Fire, 1994), Herkules w królestwie podziemi (Hercules in the Underworld, 1994), Herkules w labiryncie Minotaura (Hercules in the Maze of the Minotaur, 1994) oraz dwóch serialach: Herkules (Hercules: The Legendary Journeys, 1995-99) i Xena: Wojownicza księżniczka (Xena: Warrior Princess, 1995–2000).
Wystąpił potem w sitcomie CBS Cybill (1995) i zagrał tytułową rolę barbarzyńcy Kulla w kinowym filmie przygodowym fantasy Kull zdobywca (Kull the Conqueror, 1997). Trafił do obsady sitcomów – NBC Ja się zastrzelę (Just Shoot Me!, 1999), 20th Century Fox Dharma i Greg (Dharma & Greg, 2001) i ABC Zawsze Jim (According to Jim, 2003). Powodzeniem cieszyła się jego rola kapitana Dylana Hunta w sci-fi Andromeda (2000−2005), za którą zdobył w 2001 roku nominację do nagrody Saturna.
W kinowym dramacie Zbuntowany Adam (Clipping Adam, 2004) zagrał postać księdza Dana, w sitcomie Miłość z o.o (Love, Inc., 2005) pojawił się jako ksiądz John. Po występie w sitcomie CBS Dwóch i pół (Two and a Half Men, 2006), zagrał Franka Atwooda, byłego męża kelnerki Dawn i biologicznego ojca Ryana (Benjamin McKenzie) w siedmiu odcinkach serialu Warner Bros. Życie na fali (The O.C., 2006–2007). Zagrał duchownych w dwóch telewizyjnych produkcjach stacji Hallmark – dramacie Anioł zemsty (Avenging Angel, 2007) w roli pastora, a w telefilmie sci-fi Potwór z wnętrza ziemi (Something Beneath, 2007) był księdzem ojcem Douglasem Middletonem. W 2008 roku zagrał Kapitana w parodii słynnego filmu 300 - Poznaj moich Spartan (Meet the Spartans). Podkładał głos pod postać Herkulesa w grze God of War III (Bóg Wojny III), wydanej przez Sony Computer Entertainment na PS3, w pełnej polskiej wersji językowej - 16 marca 2010 r. Rola profesora Radisona w filmie Bóg nie umarł (God's not dead, 2014).

## Życie prywatne
W latach 1993–95 związany był z Erin Dodson.
W 1997 roku w trakcie przygotowań do wymagającej fizycznie roli Herkulesa wykryto u niego tętniaka. Sorbo opisał swoje problemy zdrowotne w nowej książce True Strength: My Journey from Hercules to Mere Mortal and How Nearly Dying Saved My Life (2012).
5 stycznia 1998 roku poślubił Sam Jenkins. Mają troje dzieci; dwóch synów – Braedona Coopera (ur. 22 sierpnia 2001) i Shane’a Haakena (ur. 31 marca 2004) oraz córkę Octavię Flynn (ur. 16 października 2005).
Z powodu swoich chrześcijańskich poglądów ograniczył swoją karierę w Hollywood, jest przeciwny aborcji.

## Filmografia
- 1994: Herkules i Amazonki  jako Herkules
- 1994: Herkules i zaginione królestwo jako Herkules
- 1995–1999: Herkules jako Herkules
- 1995–2000: Xena: Wojownicza księżniczka jako Herkules
- 1996: Kull Zdobywca jako Kull
- 2000−2005: Andromeda jako Dylan Hunt
- 2007: Anioł zemsty jako Pastor
- 2007: Z podniesionym czołem 2: Odwet jako Nick Prescott
- 2007: Z podniesionym czołem 3: W imię sprawiedliwości  jako Nick Prescott
- 2008: Poznaj moich Spartan jako  kapitan
- 2008: Uważaj na wilkołaka  jako Redd Tucker
- 2010: A gdyby tak... jako Ben Walker
- 2010: Surferka z charakterem jako Holt Blanchard
- 2014: Bóg nie umarł jako  prof. Radisson
- 2016: Józef i Maryja (Joseph and Mary) jako Józef z Nazaretu